# Spartacus (romanzo)
Spartacus è un romanzo storico di Howard Fast del 1951.

## Adattamenti
Nel 1960 l'opera ispirò il film omonimo di Stanley Kubrick, interpretato e prodotto da Kirk Douglas, la miniserie televisiva del 2004 e quella girata tra il 2010 e il 2013.

## Trama
Il generale Crasso è ospite presso un ricco patrizio che vive in una villa di campagna tra Roma e Capua, lungo la Via Salaria. Insieme a lui vi sono il giovane Cicerone, il senatore Lentulo Gracco e tre giovani rampolli della nobiltà romana, Caio, Elena e Claudia.
La grande guerra servile contro Spartaco e i suoi schiavi ribelli, che per tre anni ha tenuto Roma e l'Italia con il fiato sospeso, si è appena conclusa, come dimostra il fatto che lungo la Via Appia sono crudelmente appese le croci di seimila schiavi scampati al massacro compiuto dalle indomabili legioni romane guidate da Crasso. La Repubblica romana ha vinto e ristabilito l'ordine in Italia, e ora gli schiavi hanno abbassato il capo, ma in molti si interrogano su che cosa l'abbia scatenata veramente, e su chi veramente fosse questo Spartaco, il grande condottiero morto in battaglia ma che curiosamente nessuno tra i romani ha mai visto.
Nella villa della Via Salaria, Spartaco è l'argomento che tiene viva la serata. Crasso esalta il potere finale di Roma, Cicerone fa le sue congetture filosofiche e politiche, e il giovane Caio si chiede che impatto avrà sul futuro il ricordo di questa guerra servile. I potenti romani ricordano gli inizi della rivolta, quando a Capua, nella scuola per gladiatori del ricco e potente lanista Lentulo Batiato, anni prima un certo Brenno, autorevole patrizio di ricca stirpe, era stato in visita richiedendo due duelli a morte tra i migliori gladiatori disponibili. Tra i quattro vi era Spartaco, di discendenza tracia, figlio e nipote di schiavi, allora uno sconosciuto schiavo allenato come carne da macello, come tutti gli schiavi prima e dopo di lui. A seguito di quel giorno, però, tramite lo stesso Spartaco, la ribellione esplose all'unanimità in tutta la scuola, dalla quale gli insorti sfuggirono attirando a sé un numero sempre più grande di schiavi liberati, di mendicanti, di contadini indigenti, di sfruttati senza distinzione di età, sesso, provenienza e altro. Il loro fattore comune era l'odio per Roma e lo sfruttamento imposto dalla sua corrotta repubblica.
La guerra servile, così chiamata per spregio dal Senato romano, divenne da un giorno all'altro così allarmante da richiedere l'invio di coorti urbane e di legioni perfettamente addestrate, nessuna delle quali però seppe rivelarsi all'altezza di Spartaco e i suoi luogotenenti, tra cui spiccavano galli, ebrei, greci e germani. Fu però solo sotto il comando di Crasso, il ricchissimo capitalista patrizio e grande signore della guerra, che Roma poté soffocare gradualmente la ribellione, finché, alle porte di Roma, non vinse la vittoria decisiva su Spartaco e i suoi fedeli, crocifiggendo le sei migliaia di superstiti sulla Via Appia.
Ma Gracco, il potente senatore membro del partito popolare, colui che in precedenza ha proposto Crasso per la vittoria definitiva sugli schiavi, comincia a preoccuparsi dello strapotere politico e dell'eccessiva ricchezza del grande generale, ed è sempre più attratto dalle voci che corrono su Varinia, la moglie di Spartaco. Grazie a Flavio, un ricco e potente patrizio caduto in disgrazia al punto da vivere come un senzatetto lungo la Via Appia, Gracco riesce a scoprire che Varinia è ancora viva e vive come privilegiata nella casa di Crasso, il quale la esibisce come trofeo di guerra. Pare addirittura che il corpulento senatore senta di provare amore per la schiava, dopo una lunga vita passata come scapolo, con rapporti sessuali con le proprie schiave domestiche. Volendo fare un dispetto a Crasso, incarica Flavio di portargli via Varinia, mentre il generale è via in campagna.
In presenza della donna, che ha avuto nel frattempo un neonato dal defunto Spartaco, Gracco comprende l'anima della rivolta degli schiavi, e perfino la personalità dello schiavo trace, prodemente caduto in battaglia. Mosso da nobili ideali, provvede perché Varinia raggiunga un villaggio della Gallia insieme al figlio, dove potranno vivere in assoluta libertà il resto della loro vita, lontani da Roma. Mentre Flavio porta via a cavallo Varinia e il bimbo che si chiama Spartaco come il padre, Gracco si suicida con un colpo di spada.

## Dal romanzo al film
Il libro di Howard Fast divenne molto apprezzato nei circoli comunisti. Lo stesso scrittore, impegnato nelle lotte per i diritti civili, fu vittima del maccartismo e condannato al carcere.
Kirk Douglas, nel 1959 venne contattato per la parte principale del film Ben Hur andata poi a Charlton Heston e in risposta a Hollywood si interessò alla produzione di un film dall'opera sul gladiatore trace Spartaco.
Protagonista e produttore del film, la cui regia affidò a Stanley Kubrick, Douglas adattò molto dello spirito originario del romanzo ai mutamenti e alle lotte sociali in vigore negli Stati Uniti in quegli anni sostenendo che ci fossero molte analogie con la Roma dei tempi di Spartaco.

## Differenze fra romanzo e film
- Il romanzo inizia quando la ribellione è già finita, e Spartaco è già morto, mentre il film inizia quando Spartaco lavora nelle miniere della Libia. Il libro sostiene tra l'altro che il gladiatore abbia iniziato la vita da schiavo nelle miniere d'Egitto
- Il libro racconta che alla scuola di Lentulo Battiato si recano Brenno, Caio e le giovani dame Claudia ed Elena. Il film invece presenta Marco Licinio Crasso e Varinio Glabro, colui che secondo la storia fu il primo condottiero inviato da Roma contro Spartaco
- Il film mostra che Crasso compra Varinia alla visita a Capua, mentre nel romanzo la incontra a rivolta conclusa, e la prende per diritto di vittoria
- Il film ignora la figura di Marco Tullio Cicerone e le sue teorie sulla rivolta degli schiavi
- Il film presenta la figura di Tigrane Levantino, ricco e potente uomo della Cilicia, comandante di una vasta flotta di pirati. Spartaco vorrebbe servirsi della sua flotta partendo da Brindisi con lo scopo di riportare i suoi guerrieri ai Paesi nativi, ma Tigrane viene in seguito minacciato e prezzolato da Crasso, con lo scopo di impedire a Spartaco la fuga in mare. Il romanzo di Howard Fast, invece, non cita per niente il personaggio e nemmeno le intenzioni del condottiero degli schiavi di imbarcarsi sulla via marittima
- Il romanzo cita espressamente il gruppo di Crisso che si separa dall'armata di Spartaco, il film invece mostra che l'esercito servile rimane compatto
- Il romanzo cita il primo figlio di Spartaco e Varinia, che però muore prima di nascere. Il film mostra solo il secondo figlio, quello che sopravvive al padre alla fine della guerra
- Il romanzo dice che Spartaco muore in battaglia, come in effetti sostiene la storia, mentre nel film il condottiero sopravvive e duella contro un compagno come sacrificio personale, volendo morire sulla croce romana al posto suo, in sofferenza
- Lentulo Battiato, nel romanzo, viene ucciso dallo schiavo contabile, mentre nel film sopravvive e si vendica insieme al senatore Gracco rubando a Crasso la schiava Varinia. Il libro non cita neppure l'amicizia tra i due ricchi e potenti romani. Sempre secondo il libro, è Flavio a corrompere la corte del palazzo di Crasso per prendersi Varinia
- Il romanzo non parla di Giulio Cesare, che secondo la storia non prese parte agli eventi in alcun modo, mentre il film lo presenta come il nuovo comandante della guarnigione di Roma, allineato dapprima con Gracco, e poi con Crasso
- Il romanzo non parla della nomina di Crasso a console della Repubblica romana, mentre la seconda parte del film ne fa un motivo predominante che spinge Gracco al suicidio pur di non vivere sotto la dittatura del suo nemico di sempre.

## Edizioni
- Spartaco, a cura di Sergio Borelli, Milano, Cooperativa del libro popolare, 1953.
- Spartacus, traduzione di Attilio Veraldi, Milano, Mondadori, 1959. - Tropea, 2000.